# Desoxiadenilato
El desoxiadenilato, también conocido por el nombre más descriptivo monofosfato de desoxiadenosina o su sigla en inglés dAMP, es uno de los cuatro nucleótidos que se encuentran en el ADN. Puede considerarse como un derivado del monofosfato de adenosina, en el que el grupo hidroxilo (-OH) en el segundo carbono de la pentosa del nucleótido ha sido reducido, perdiendo el átomo de oxígeno y convirtiéndose en un simple átomo de hidrógeno (de ahí su prefijo "desoxi"). Pero también puede considerarse como el éster del ácido fosfórico con el nucleósido desoxiadenosina.